# برعات (السياني)

تعديل مصدري - تعديل

برعات هي إحدى قرى عزلة نخلان بمديرية السياني التابعة لمحافظة إب، بلغ تعداد سكانها 718 نسمة حسب تعداد اليمن لعام 2004.